# Макаренко Назар Ігорович
Назар Ігорович Макаренко (нар. 21 червня 2007, Придніпровськ, Дніпропетровська область, Україна) — український футболіст, воротар «Олександрії».

## Клубна кар'єра
Народився в Придніпровську. Вихованець дніпровського футболу. У ДЮФЛУ з 2017 по 2022 рік виступав за АФК «Дніпро-2007-1» та ДАФ «Дніпро». З 2022 по 2024 рік грав за юнацьку команду «Дніпро-1».
На початку липня 2024 року перебрався до «Олександрії». Вперше до заявки першої команди олександрійців потрапив 17 серпня 2024 року в переможному (2:1) виїзному поєдинку 3-го туру Прем'єр-ліги України проти луганської «Зорі», але просидів усі 90 хвилин на лаві запасних. На професійному рівні дебютував за резервну команду олександрійців 11 квітня 2025 року в нічийному (1:1) виїзному поєдинку 13-го туру групи Б Другої ліги України проти «Тростянця». Назар вийшов на поле в стартовому складі та відіграв увесь матч.

## Кар'єра в збірній
У футболці юнацької збірної України (U-17) дебютував 6 березня 2024 року в переможному (2:0) поєдинку групи B4 кваліфікації юнацького (U-17) чемпіонату Європи проти юнацької збірної Греції (U-17). Макаренко вийшов на поле в стартовому складі та відіграв увесь матч. Загалом за команду U-17 зіграв 5 матчів, 3 з яких відстояв «на нуль».
У складі юнацької збірної України (U-19) дебютував 14 жовтня 2024 року в програному (1:3) товариському поєдинку проти юнацької збірної Англії (U-18). Назар вийшов на поле в стартовому складі та відіграв увесь матч.